# Овчаренко Ніна Олександрівна
Ніна Олександрівна Овчаренко (27 вересня 1946 — ?) — українська радянська діячка, новатор виробництва, штукатур-маляр Брянківського будівельного управління тресту «Кадіївжитлобуд» Луганської області. Депутат Верховної Ради УРСР 8-го скликання.

## Біографія
На 1960—1970-ті роки — штукатур-маляр Брянківського будівельного управління тресту «Кадіївжитлобуд» Луганської області.
Член ВЛКСМ.
Потім — на пенсії у місті Брянці Луганської області.

## Нагороди
- ордени
- медалі